# Givi Nodia
Givi Nodia (in georgiano გივი ნოდია?; Kutaisi, 2 gennaio 1948 – Tbilisi, 7 aprile 2005) è stato un calciatore e allenatore di calcio sovietico, di ruolo attaccante.

## Palmarès

### Calciatore

#### Individuale
- Capocannoniere della Vysšaja Liga: 1

1970 (17 gol)

### Allenatore
- Umaglesi Liga: 2

Dinamo Tbilisi: 1993-1994, 2002-2003
- Sakartvelos tasi: 2

Dinamo Tbilisi: 1993-1994, 2002-2003